# ルドルフ・ブリスケ

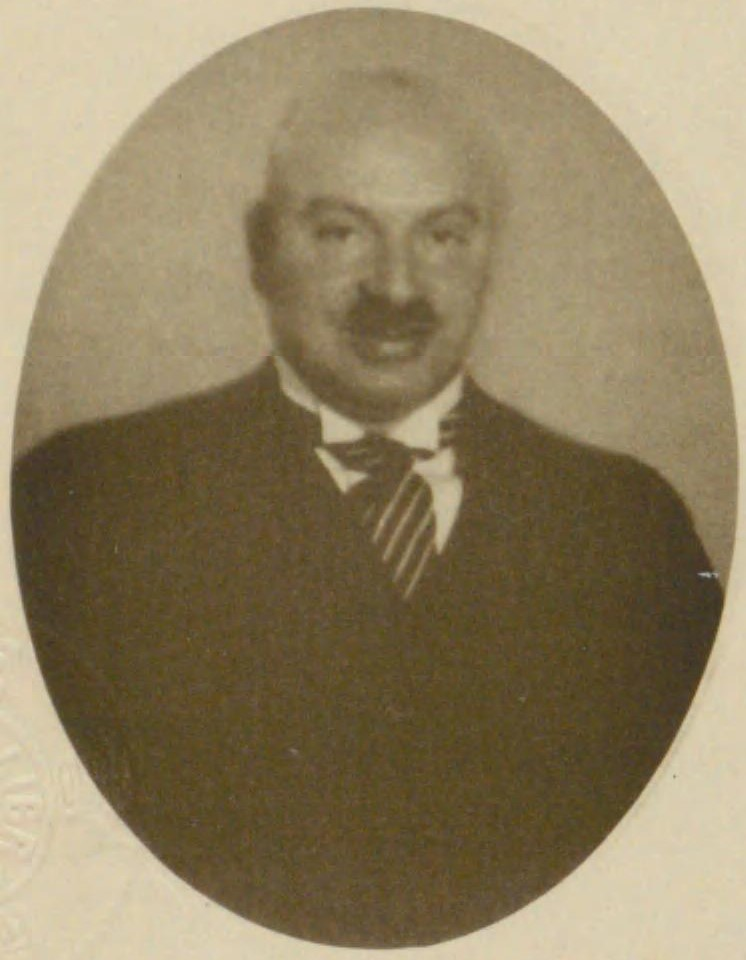
ルドルフ・ブリスケ

ルドルフ・ブリスケ（Rudolf Briske、1884年7月 - 没年不詳）は、大正時代の日本で活躍したドイツの鉄道技術者である。姓はブリスクとも表記される。

## 経歴・人物
ブレスラウ（当時はドイツ領、現在はポーランドのドルヌィ・シロンスク県の県都でポーランド語でヴロツワフと改称されている）の生まれ。ベルリン大学卒業後、ベルリン高速度鉄道会社に勤務し、後にシーメンス・バウ・ユニオン会社に転勤する。
1923年（大正12年）同社の東京営業所からの依頼により来日し、主任となった。
翌1924年（大正13年）東京地下鉄道に雇われ、早川徳次、古市公威、野村龍太郎らと共に浅草 - 上野間（現在の東京メトロ銀座線）の設計に携わった。同時に日本で初の外国人地下鉄技師となり、一躍有名となった。
1927年（昭和2年）任期満了により帰国した。帰国後はシーメンス・バウ・ユニオン会社の技師長等を務めた。